# Riechenbach
Riechenbach ist ein Ortsteil von Nümbrecht im Oberbergischen Kreis im südlichen Nordrhein-Westfalen innerhalb des Regierungsbezirks Köln.

## Lage und Beschreibung
Der Ort liegt zwischen Marienberghausen im Norden und Heddinghausen im Süden. Der Ort liegt in Luftlinie rund 3,7 km westlich vom Ortszentrum von Nümbrecht entfernt.

## Geschichte

### Erstnennung
1447 wurde der Ort das erste Mal urkundlich erwähnt und zwar "Rechnung des Rentmeisters Joh. van Flamersfelt".
Schreibweise der Erstnennung: Riechenbach